# كريستال بيات
كريستال بيات ناشطة اجتماعية أفغانية ومدافعة عن حقوق الإنسان معروفة باحتجاجاتها ضد استيلاء طالبان على السلطة، والدفاع عن حقوق المرأة والنشاط السياسي داخل وخارج أفغانستان. مواطنة من محافظة غزنة، شيعية (تنحدر من عائلة بيات، وهي أقلية عرقية تركية). ولدت بيات عام 1997 في كابول. نشأت معظم حياتها مع الديمقراطية والتغيرات المجتمعية الإيجابية. وهي تواصل حاليًا الكفاح من أجل الحفاظ على إنجازات حقوق الإنسان الأفغانية كعامل للتغيير.

## نبذة
وُلدت بيات عام 1997 في كابول، وهي من مواليد ولاية غزنة، وتنتمي إلى قبيلة البيات، وهي أقلية عرقية تركية. والدتها طبيبة أمراض نسائية (حاليًا غير قادرة على العمل بسبب سيطرة طالبان) وكان والدها يعمل في وزارة الداخلية قبل انهيار الجمهورية.

## نشاط اجتماعي
بعد عودتها من المدرسة في الهند إلى أفغانستان في عام 2020، أسست بيات مركز الفكر السياسي للحقوق المدنية، اتجاه العدالة والمساواة، ومؤسسة كريستال بيات، وهي مؤسسة خيرية لحقوق الإنسان تركز على مساعدة الأفغان المعرضين للخطر. ساعدت في قيادة احتجاجات يوم الاستقلال في كابول بعد أيام فقط من سيطرة طالبان على المدينة في منتصف أغسطس 2021. كانت واحدة من سبع نساء في مظاهرة لقرابة 200 شخص، قادت المجموعة وصرخت، "علمنا هو هويتنا!" ولا تزال بيات حازمة في رأيها بأن طالبان ما زالت "لا تؤمن بحرية ومطالب المواطنين الأفغان خاصة النساء، وأن أحداً لم يبذل جهداً صادقاً لمحاسبتهم". وتنشط بيات حاليا في الاحتجاج على طالبان وتحذر من أنهم "لم يتغيروا".
تماشياً مع نشاطها الاجتماعي والسياسي، أطلقت بيات حملة للأقلية العرقية "البيات هي هويتنا وهويتنا هي فخرنا". بعد كتابة رسالة إلى الرئيس الأفغاني السابق محمد أشرف غني، نجحت في إدخال اسم الأقلية العرقية في بطاقات الهوية الوطنية وهو ما كان إنجازًا كبيرًا على مستوى البلاد لكريستال بيات. كما كانت ممثلة الأقليات في مفاوضات السلام في الدوحة بين طالبان والحكومة السابقة. كانت عضوًا في لوي جيرجا، الجمعية الكبرى التقليدية لأفغانستان. نجت بيات من محاولة اغتيال نفذتها حركة طالبان عام 2020 بسبب دورها الفعال في مفاوضات السلام. نشرت عدة مقالات في وسائل الإعلام الوطنية والدولية (بالفارسية والإنجليزية) حول حقوق المرأة أثناء محادثات السلام مع طالبان. في عام 2020، شاركت بيات أيضًا في إطلاق حملة مع صديقة فريحة بعنوان #MenstrationIsNotTaboo نسخة محفوظة 20 أغسطس 2021 على موقع واي باك مشين. قبل إجبارها على مغادرة أفغانستان.
تواصل بيات التحدث إلى وسائل الإعلام وفي المناسبات العامة والخاصة حول الوضع الجيوسياسي الحالي في أفغانستان. وهي نشطة أيضًا في مساعدة الأصدقاء والعائلة والزملاء الأكاديميين والمهنيين على تحقيق صوت جماعي ضد المعاملة غير الإنسانية اليوم وسوء الإدارة من قبل طالبان. وهي تكتب عن محنة المرأة الأفغانية والتعليم وعن تحديات الأقليات الأفغانية للصحف الوطنية والدولية. حرّرت بيات عموداً في الأخبار والأحداث الجارية في دورية "ألف وحكايات أخرى" بعنوان "الفتاة ذات العلم الأفغاني".

## تعليم
حصلت بيات بعد التخرج من المدرسة الثانوية على المرتبة الخامسة في امتحان كانكور من بين ثلاثمائة ألف طالب في جميع أنحاء أفغانستان. وحصلت بيات بعد قبولها في كلية الحقوق بجامعة كابول على منحة دراسية من المجلس الهندي للعلاقات الثقافية. وذهبت للانضمام إلى كلية دولت رام في دلهي، وتخرجت بدرجة البكالوريوس في العلوم السياسية في عام 2019 في المرتبة الأولى. وهي حاصلة على درجة الماجستير من معهد الأمم المتحدة في دلهي. في عام 2021، بدأت بيات الدكتوراه في الإدارة السياسية بجامعة دلهي، لكن برنامجها توقف بسبب سيطرة طالبان. قُبلت بيات في برنامج ماجستير السياسة العامة بجامعة كارنيجي ميلون، بيتسبرج، الولايات المتحدة الأمريكية. تخطط لبدء MPP كطالب بدوام كامل في خريف عام 2023.

## جوائز وتقديرات
- حصلت بيات في عام 2020 على جائزة الرومي (المركز الثاني) في فئة الأدب، و أُختيرت كواحدة من 50 امرأة مؤثرة من قبل منظمي جائزة الرومي.
- أعتُرف بها من قبل الرئيس الأفغاني السابق والبرلمان في أوائل عام 2020 لنشاطها في تمرير مشروع قانون حقوق الأقليات.
- أدرجت كريستال بيات في 7 ديسمبر 2021 في قائمة BBC 100 Women 2021 لناشطتها الاجتماعية ومناصرة حقوق الإنسان، والتي برزت بشكل بارز في الاحتجاجات ضد استيلاء طالبان على السلطة في عام 2021.[11]